# Джеф Конауей
Джеф Конауей (на английски: Jeff Conaway) е американски телевизионен и филмов актьор, роден на 5 октомври 1950 г. в Ню Йорк. Той участва в хитовата продукция „Брилянтин“ от 1978 г., а по-късно и в телевизионните сериали „Такси“, „Барнаби Джоунс“ и Дързост и красота.
Неговият доведен син, Емерсън Нютон-Джон, е състезателен пилот.